# RP-46軽機関銃
RP-46（ロシア語: РП-46）とは、ソビエト連邦の軽機関銃である。
RPとは中隊用機関銃（ротный пулемет）の略で、RPD軽機関銃とSG-43重機関銃のギャップを埋める装備と位置づけられていた。

## 概要
RP-46は1946年に設計され、同年から製造・配備が開始されたソビエト連邦の軽機関銃であり、DPM軽機関銃の給弾機構をパンマガジン式からベルトリンク式に変更し、銃身を肉厚のものにし、ガスチューブ・ガスブロックなどを強化するなどの改良を施したものである。そのほか、給弾機構に追加されたキャリングハンドル、四分割したクリーニングロッドを収納できる二脚、床尾上板、手入れ工具を収納できる銃床が変更点である。
DP28軽機関銃およびその改良型のDPM軽機関銃は、もともと歩兵分隊に配備される軽機関銃（分隊支援火器）として設計されたが、第二次世界大戦後の赤軍歩兵の主力小銃は7.62x54mmR弾を使用するボルトアクション方式のモシン・ナガンから、7.62x39mm弾を使用するSKSカービンやAK-47（カラシニコフ自動小銃）に更新されていったため、分隊支援火器も7.62x39mm弾を使用する新規設計のRPD軽機関銃に更新されることになった。
残存のDPM軽機関銃は、7.62x54mmR弾を使用可能なPM1910やSG-43などの重機関銃よりも軽量な点を生かし、歩兵中隊の機関銃小隊に配備され、各歩兵小隊を支援する任務向けに汎用機関銃に近い役割として運用されることとなった。しかしながら、その役割向けとしては47連発パンマガジンでは連射時間が少なすぎたので、給弾機構をベルトリンク式に改修することとなった。銃下面のコッキングハンドルが射撃にともなって前後動する際、給弾機構のレバーがコッキングハンドルによって駆動されて、ベルトリンクを引き込む。この機構はDPMに後付けする形で設計されたユニットであり、取り外して従来型のパンマガジンを使用することもできた。レシーバー側にはキャリングハンドルと噛み合うスロットが必要なため、この給弾機構をDPMにそのまま取り付けることはできない。RPD軽機関銃やPK汎用機関銃とは異なり、弾帯収納ケースを銃側に取り付ける機能を持たない。
RP-46はSGM重機関銃とともに1950年代を通じて使用されたが、1961年からはPK汎用機関銃に更新されて退役していった。
DPMとRP-46は、中国でもそれぞれ53式と58式の名でライセンス生産されており、67式汎用機関銃が登場するまで使用されていた。

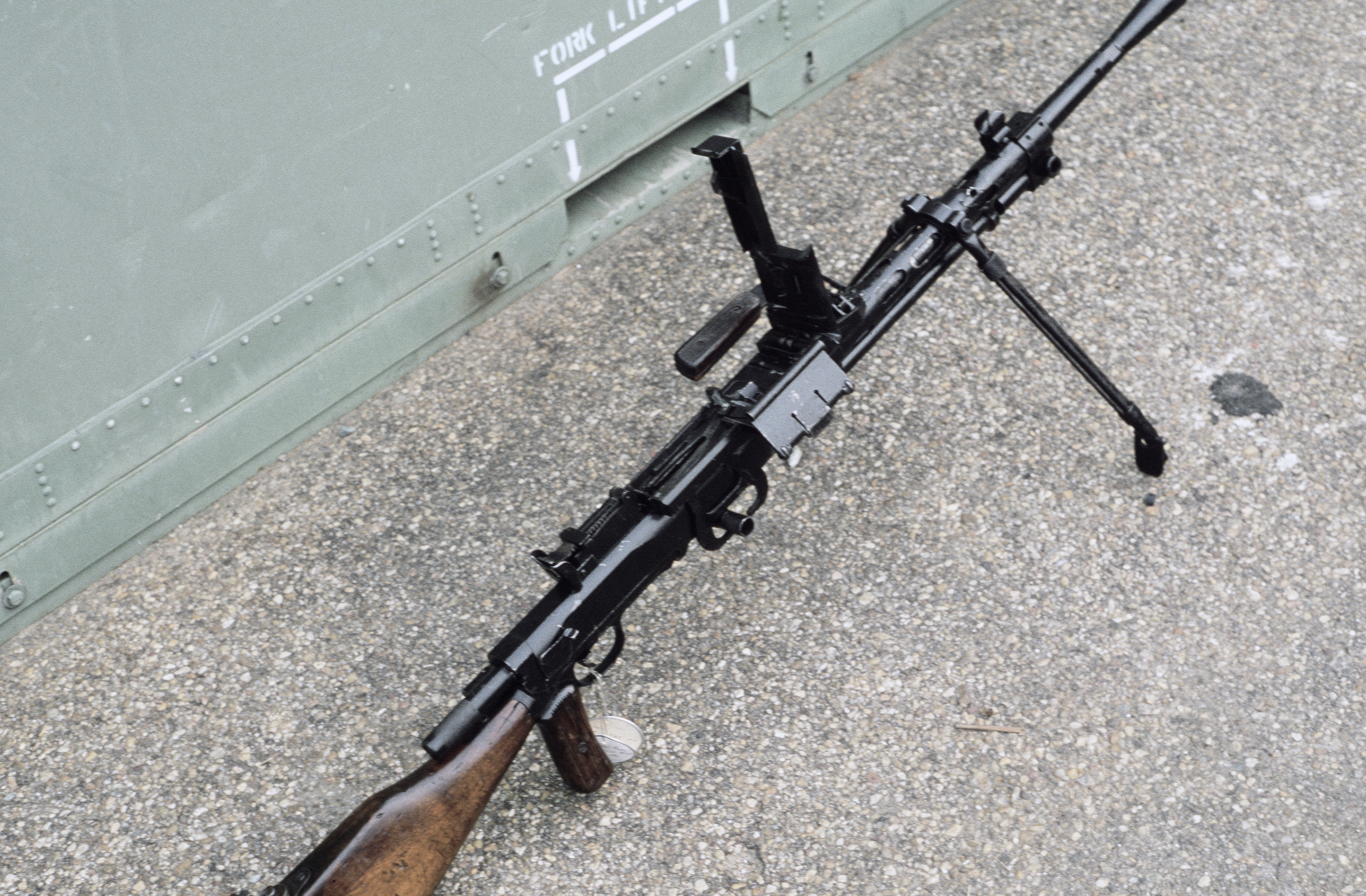
トップカバーを開いたRP-46。トップカバーと給弾トレイ・キャリングハンドルはユニット化されていて、一括で脱着できる